# Peabody Museum of Natural History

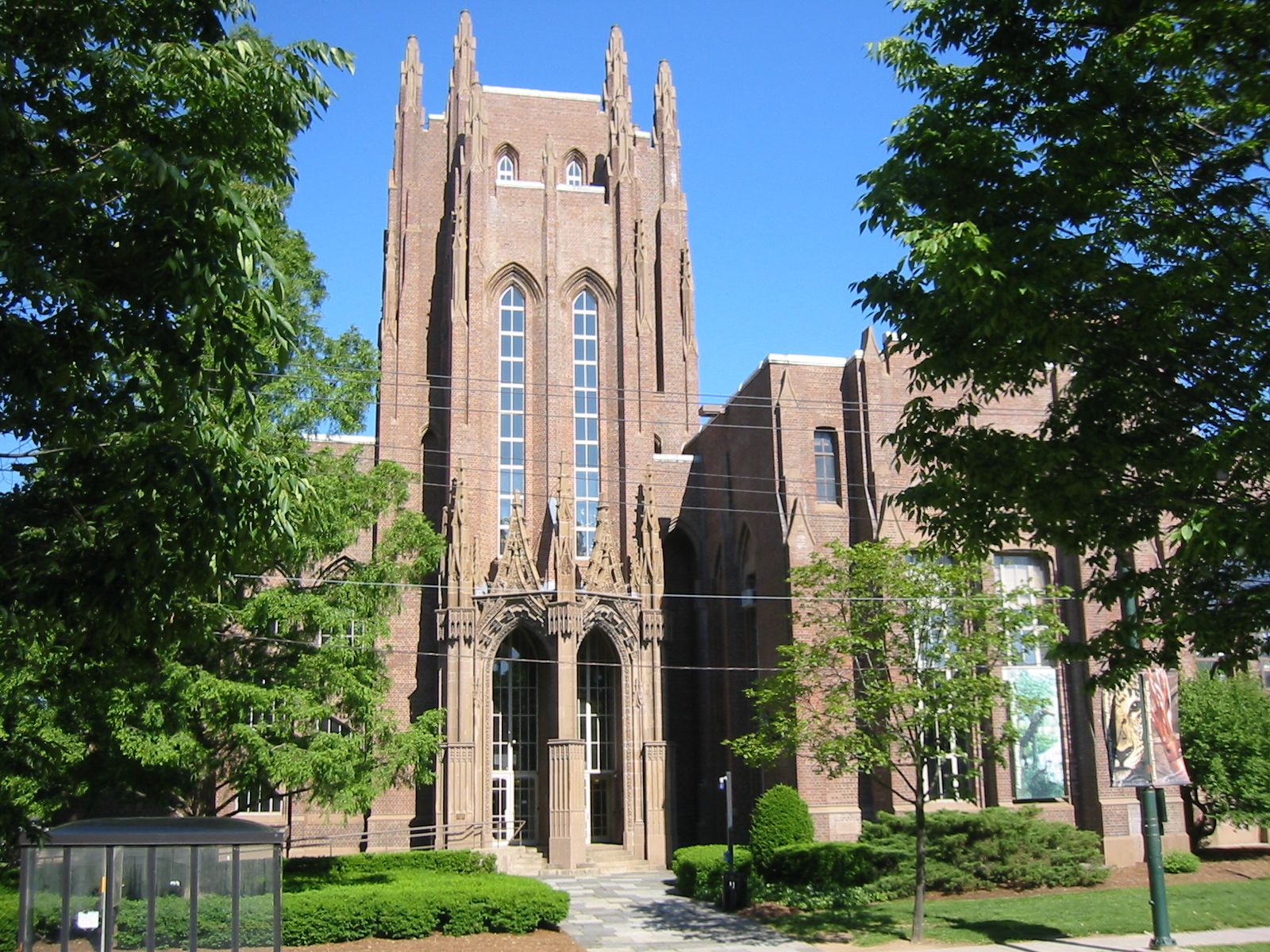
Gebäude des Peabody-Museums

Das Peabody Museum of Natural History, informell auch Yale Peabody Museum (abgekürzt YPM) genannt, ist ein Naturkundemuseum der Yale University in New Haven (170 Whitney Avenue) im US-amerikanischen Bundesstaat Connecticut. Das Museum hat eine große Tradition als Forschungsinstitut auf dem Gebiet der Paläontologie.

## Geschichte und Leiter

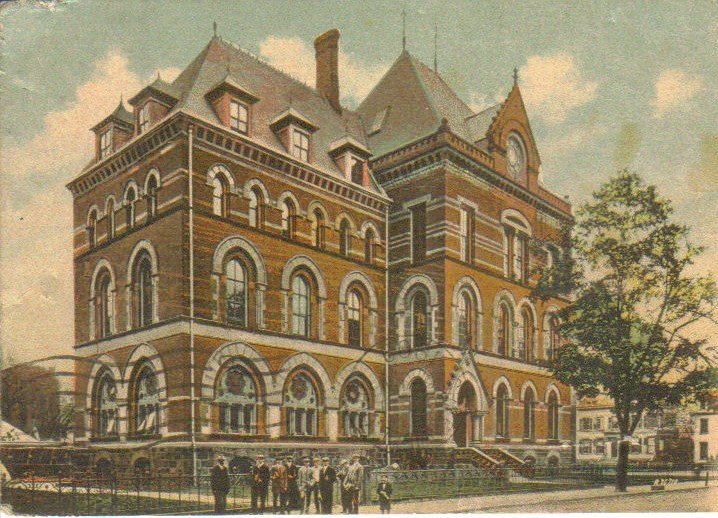
Das erste Peabody-Museum auf einer Postkarte (1909)

Das Museum wurde 1866 aufgrund einer Stiftung des Bankiers und Philanthropen George Peabody (1795–1869) gegründet und 1876 für das Publikum eröffnet. Integriert wurden die schon bestehenden Sammlungen der Yale University, die teilweise bis ins 18. Jahrhundert zurückgehen.
Erster Direktor der Einrichtung war der Paläontologe Othniel Charles Marsh, ein Neffe Peabodys. Marsh, der insbesondere Dinosaurier-Fossilien sammelte, wurde 1866 gleichzeitig Professor für Paläontologie in Yale und damit Inhaber des ersten derartigen Lehrstuhls in den USA. Neben ihm waren George Jarvis Brush (Mineralogie) und Addison Emery Verrill (Zoologie) Kuratoren des Museums.
1917 bis 1924 war das Museum vorübergehend geschlossen, da es einem neuen Wohngebäude für Studenten weichen musste und umzog.
Direktor ist derzeit David Skelly.

## Sammlungen
In der 1925 eröffneten Dinosaurierhalle (Great Hall) sind unter anderem das Skelett eines Apatosaurus, das noch aus der Sammlung von Marsh stammt und 1931 montiert wurde, sowie das eines Deinonychus zu sehen. Eine gesonderte Ausstellung ist der Entwicklungsgeschichte des Menschen (The riddle of human origin) gewidmet. Es gibt Ausstellungen und Dioramen zur heimischen Tierwelt von Connecticut, unter anderem eine Halle zum Thema Birds of Connecticut mit 722 Exemplaren aus 300 Vogelarten. Das Museum zeigt auch eine umfangreiche Mineraliensammlung, die auf den Yale-Professor Benjamin Silliman zurückgeht.
Es verfügt außerdem über eine völkerkundliche Sammlung zum Thema Indianer Nordamerikas und eine ägyptologische Sammlung.
1959 wurde das Bingham Laboratory eröffnet und 1963 das Kline Geology Laboratory. Das Museum hat auch eine Forschungsstation am Long Island Sound.

## Zallinger-Fresken
Im Museum findet sich das große Wandfresko The age of reptiles von Rudolph Franz Zallinger (1919–1995), das 35 m lang und rund 5 m hoch ist. Es wurde 1947 vollendet und zeigt 350 Millionen Jahre Erdgeschichte. Das Fresko prägte für Jahrzehnte die populärwissenschaftliche Vorstellung von Dinosauriern und wurde auch auf einer Briefmarke verewigt. Zallinger erhielt dafür eine Pulitzer-Fellowship. Ein weiteres Wandfresko von Zallinger mit dem Titel The age of mammals befindet sich in der Säugetierhalle.

## Sonstiges
Ein weiteres von Peabody gestiftetes Museum, das Peabody Museum of Archaeology and Ethnology, befindet sich an der Harvard University.

## Direktoren
- 1866–1899 Othniel Charles Marsh
- 1899–1904 Charles Emerson Beecher
- 1904–1922 Charles Schuchert
- 1922–1938 Richard Swann Lull (1936 bis 1938 in Vertretung)
- 1938–1942 Albert Eide Parr
- 1942–1959 Carl Owen Dunbar
- 1959–1964 Sidney Dillon Ripley II
- 1964–1970 David Challinor
- 1970–1976 Alfred Walter Crompton
- 1970–1976 Charles Gald Sibley
- 1976–1979 Keith Stewart Thomson
- 1979–1982 Karl Mensch Waage
- 1982–1987 Leo Joseph Hickey
- 1987–1990 Willard Daniel Hartman
- 1991–1994 Alison Fettes Richard
- 1994 Edward Allen Adelberg (Stellvertretung)
- 1995–2002 Richard Lewis Burger
- 2003–2008 Michael John Donoghue
- 2008 Jay John Ague (Stellvertretung)
- 2008–2014 Derek Briggs
- ab 2014 David Skelly